# 大阪広域水道企業団
大阪広域水道企業団（おおさかこういきすいどうきぎょうだん、英語: Osaka Water Supply Authority）は、大阪市を除く大阪府内の42市町村で構成される一部事務組合であり、水道用水供給事業、水道事業及び工業用水道事業を行う地方公営企業である。

## 事業

### 水道用水供給事業
大阪府内の42市町村に対して、年間約5億m3の水道用水の供給（いわゆる水道水の卸売り）を行っている。この水量は、大阪市を除く大阪府民に供給されている水道水の概ね4分の3を占め、多くの市町村にとってなくてはならない水道水源としての役割を果たしている。
前身にあたる大阪府水道部の水道用水供給事業は、1951年（昭和26年）2月に庭窪浄水場から沈澱水の供給を開始し、その後拡張事業を重ねて給水区域を拡大するとともに、1963年（昭和38年）7月には村野浄水場、1967年（昭和42年）12月には三島浄水場から給水を開始した。
1998年（平成10年）7月からは、すべての浄水場からオゾン処理や粒状活性炭処理などを施した「高度浄水処理水」を供給している。
- 給水対象市町村：能勢町、豊能町、池田市、箕面市、豊中市、吹田市、茨木市、高槻市、摂津市、島本町、枚方市、守口市、門真市、交野市、寝屋川市、四條畷市、大東市、東大阪市、八尾市、柏原市、藤井寺市、羽曳野市、大阪狭山市、富田林市、松原市、河内長野市、太子町、河南町、千早赤阪村、堺市、高石市、和泉市、泉大津市、忠岡町、岸和田市、貝塚市、泉佐野市、熊取町、田尻町、泉南市、阪南市、岬町
- 年間給水量：503,761,434m3/年（令和5年度）[3]
- 1日最大給水量：1,473,824m3/日（令和5年度）[3]
- 導・送水管管路延長：約615km（令和5年度末現在）[3]
- 水道料金単価（市町村水道への供給料金単価）：72円/m3（税抜）
- 水源参画施設：琵琶湖開発、日吉ダム、高山ダム、青蓮寺ダム、淀川大堰、正蓮寺川利水

### 水道事業
2017年（平成29年）4月に、それまで1市1町1村が行っていた水道事業を企業団が承継し、さらに2019年（平成31年）4月に2市4町、2021年（令和3年）4月に2市2町、2024年（令和6年）4月に1町、2025年（令和7年）4月に5市の水道事業を承継した。これら19市町村域については、各戸向けの給水までを企業団が担っており、予算編成や決算は事業毎に独立して行っている。
- 岸和田水道事業
  - 年間配水量：21,365,395m3/年（令和5年度）[3]
  - 1日最大配水量：68,710m3/日（令和5年度）[3]
  - 給水人口：187,333人（令和5年度末現在）[3]
  - 導・送・配水管管路延長：約780km（令和5年度末現在）[3]
- 八尾水道事業
  - 年間配水量：30,116,100m3/年（令和5年度）[3]
  - 1日最大配水量：92,468m3/日（令和5年度）[3]
  - 給水人口：260,025人（令和5年度末現在）[3]
  - 導・送・配水管管路延長：約750km（令和5年度末現在）[3]
- 富田林水道事業
  - 年間配水量：11,235,991m3/年（令和5年度）[3]
  - 1日最大配水量：33,539m3/日（令和5年度）[3]
  - 給水人口：106,572人（令和5年度末現在）[3]
  - 導・送・配水管管路延長：約499km（令和5年度末現在）[3]
- 柏原水道事業
  - 年間配水量：7,821,214m3/年（令和5年度）[3]
  - 1日最大配水量：23,926m3/日（令和5年度）[3]
  - 給水人口：67,526人（令和5年度末現在）[3]
  - 導・送・配水管管路延長：約259km（令和5年度末現在）[3]
- 高石水道事業
  - 年間配水量：6,372,697m3/年（令和5年度）[3]
  - 1日最大配水量：18,530m3/日（令和5年度）[3]
  - 給水人口：56,482人（令和5年度末現在）[3]
  - 導・送・配水管管路延長：約174km（令和5年度末現在）[3]
- 藤井寺水道事業
  - 年間配水量：6,598,830m3/年（令和5年度）[3]
  - 1日最大配水量：19,365m3/日（令和5年度）[3]
  - 給水人口：63,435人（令和5年度末現在）[3]
  - 導・送・配水管管路延長：約198km（令和5年度末現在）[3]
- 泉南水道事業
  - 年間配水量：7,080,186m3/年（令和5年度）[3]
  - 1日最大配水量：21,290m3/日（令和5年度）[3]
  - 給水人口：57,156人（令和5年度末現在）[3]
  - 導・送・配水管管路延長：約395km（令和5年度末現在）[3]
- 四條畷水道事業
  - 年間配水量：5,702,873m3/年（令和5年度）[3]
  - 1日最大配水量：17,212m3/日（令和5年度）[3]
  - 給水人口：54,131人（令和5年度末現在）[3]
  - 導・送・配水管管路延長：約192km（令和5年度末現在）[3]
- 大阪狭山水道事業
  - 年間配水量：6,007,427m3/年（令和5年度）[3]
  - 1日最大配水量：17,601m3/日（令和5年度）[3]
  - 給水人口：57,841人（令和5年度末現在）[3]
  - 導・送・配水管管路延長：約231km（令和5年度末現在）[3]
- 阪南水道事業
  - 年間配水量：5,507,788m3/年（令和5年度）[3]
  - 1日最大配水量：16,502m3/日（令和5年度）[3]
  - 給水人口：50,443人（令和5年度末現在）[3]
  - 導・送・配水管管路延長：約283km（令和5年度末現在）[3]
- 豊能地域水道事業
  - 年間配水量：2,783,055m3/年（令和5年度）[3]
  - 1日最大配水量：9,413m3/日（令和5年度）[3]
  - 給水人口：27,043（令和5年度末現在）[3]
  - 導・送・配水管管路延長：約406km（令和5年度末現在）[3]
- 忠岡水道事業
  - 年間配水量：2,006,050m3/年（令和5年度）[3]
  - 1日最大配水量：5,632m3/日（令和5年度）[3]
  - 給水人口：16,468人（令和5年度末現在）[3]
  - 導・送・配水管管路延長：約36km（令和5年度末現在）[3]
- 熊取水道事業
  - 年間配水量：4,586,586m3/年（令和5年度）[3]
  - 1日最大配水量：13,958m3/日（令和5年度）[3]
  - 給水人口：42,656人（令和5年度末現在）[3]
  - 導・送・配水管管路延長：約202km（令和5年度末現在）[3]
- 田尻水道事業
  - 年間配水量：1,089,312m3/年（令和5年度）[3]
  - 1日最大配水量：3,160m3/日（令和5年度）[3]
  - 給水人口：8,428人（令和5年度末現在）[3]
  - 導・送・配水管管路延長：約42km（令和5年度末現在）[3]
- 岬水道事業
  - 年間配水量：2,479,131m3/年（令和5年度）[3]
  - 1日最大配水量：7,686m3/日（令和5年度）[3]
  - 給水人口：14,462人（令和5年度末現在）[3]
  - 導・送・配水管管路延長：約155km（令和5年度末現在）[3]
- 太子水道事業
  - 年間配水量：1,308,643m3/年（令和5年度）[3]
  - 1日最大配水量：4,088m3/日（令和5年度）[3]
  - 給水人口：12,760人（令和5年度末現在）[3]
  - 導・送・配水管管路延長：約81km（令和5年度末現在）[3]
- 河南水道事業
  - 年間配水量：1,722,043m3/年（令和5年度）[3]
  - 1日最大配水量：5,319m3/日（令和5年度）[3]
  - 給水人口：14,697人（令和5年度末現在）[3]
  - 導・送・配水管管路延長：約123km（令和5年度末現在）[3]
- 千早赤阪水道事業
  - 年間配水量：691,904m3/年（令和5年度）[3]
  - 1日最大配水量：2,173m3/日（令和5年度）[3]
  - 給水人口：4,726人（令和5年度末現在）[3]
  - 導・送・配水管管路延長：約72km（令和5年度末現在）[3]

### 工業用水道事業
大阪府内の4市1町の全域及び21市1町の一部を給水区域とし、年間約8千万m3の工業用水を約410事業所に対して供給している。
前身にあたる大阪府水道部の工業用水道事業は、1962年（昭和37年）5月に供給を開始し、1959年（昭和34年）度から1969年（昭和44年）度にかけて産業基盤整備として堺・泉北臨海工業地域における工業用水の需要に対応するための施設整備を行い、1964年（昭和39年）度から1979年（昭和54年）度にかけて地盤沈下対策として北摂、東大阪、泉州地域における施設整備を行ってきた。また、1987年（昭和62年）度から1990年（平成2年）度にかけて関西国際空港の対岸に位置する「りんくうタウン」や食品コンビナートに対して工業用水を供給する施設を整備した。
- 給水区域：泉大津市、守口市、門真市、摂津市及び忠岡町の各全域並びに大阪市、堺市、岸和田市、豊中市、吹田市、高槻市、貝塚市、茨木市、八尾市、泉佐野市、寝屋川市、松原市、大東市、和泉市、柏原市、羽曳野市、高石市、藤井寺市、東大阪市、泉南市、四條畷市及び田尻町の各一部
- 受水事業者数：414事業所（令和5年度末現在）[3]
- 年間配水量：79,511,040m3/年（令和5年度）[3]
- 1日最大配水量：280,250m3/日（令和5年度）[3]
- 導・配水管管路延長：約519km（令和5年度末現在）[3]
- 工業用水道料金単価
  - 基本料金単価（申込水量（基本使用水量）にかかる料金単価）：31.3円/m3（税抜）
  - 使用料金単価（実際にその月に使用した水量から超過水量を除いた水量（使用水量）にかかる料金単価）：8.8円/m3（税抜）
  - 超過料金単価（単位時間当たりの基本使用水量を超えて使用した水量（超過水量）にかかる料金単価）：80.2円/m3（税抜）
- 水源参画施設：琵琶湖開発、淀川大堰、正蓮寺川利水

## 沿革
- 2010年（平成22年）11月2日 - 大阪府知事による設立許可。（構成団体：37市町村）
- 2011年（平成23年）1月20日 - 構成団体の追加及び規約の変更許可。（構成団体：37市町村から42市町村に変更）
- 2011年（平成23年）4月1日 - 大阪府水道部が行っていた事業を引き継ぎ、水道用水供給事業及び工業用水道事業を開始[4]。
- 2017年（平成29年）4月1日 - 四條畷市、太子町、千早赤阪村の水道事業を企業団に統合。
- 2019年（平成31年）4月1日 - 泉南市、阪南市、豊能町、忠岡町、田尻町、岬町の水道事業を企業団に統合。
- 2021年（令和3年）4月1日 - 藤井寺市、大阪狭山市、熊取町、河南町の水道事業を企業団に統合。
- 2024年（令和6年）4月1日 - 能勢町の水道事業を企業団に統合。
- 2025年（令和7年）4月1日 - 岸和田市、八尾市、富田林市、柏原市、高石市の水道事業を企業団に統合。

## 組織
企業長を代表者とし、副企業長以下、経営管理部、総務部、広域事業部、水道事業部の4部で構成される。出先機関のうち、水道センターは水道事業部の所管であり、その他は広域事業部の所管となっている。
経営管理部
本部：経営企画課、広域連携課
総務部
本部：危機管理課、総務課、財務課
広域事業部
本部：技術管理課、事業推進課
出先機関：村野浄水場、庭窪浄水場、送水管理センター、北部水道事業所、東部水道事業所、南部水道事業所、水質管理センター
水道事業部
本部：水道事業企画課、水道事業推進課
出先機関：岸和田水道センター、八尾水道センター、富田林水道センター、柏原水道センター、高石水道センター、藤井寺水道センター、泉南水道センター、四條畷水道センター、大阪狭山水道センター、阪南水道センター、豊能地域水道センター、忠岡水道センター、熊取水道センター、田尻水道センター、岬水道センター、南河内地域水道センター

## 主要施設
水道用水供給事業
- 取水場
  - 磯島取水場（枚方市）
  - 一津屋取水場（摂津市）
- 浄水場
  - 村野浄水場（枚方市） - 施設能力 1,797,000m3/日
  - 庭窪浄水場（守口市） - 施設能力 203,000m3/日
  - 三島浄水場（摂津市） - 施設能力 330,000m3/日
  - 万博公園浄水施設（吹田市）
- 浄水池
  - 千里浄水池（箕面市）
  - 奈佐原浄水池（高槻市）
  - 多留見浄水池（豊能町）
  - 泉北浄水池（堺市）
  - 和泉浄水池（和泉市）
  - 泉南浄水池（阪南市）
- 中継ポンプ場
  - 郡家ポンプ場（高槻市）
  - 小野原ポンプ場（箕面市）
  - 高槻ポンプ場（高槻市）
  - 北部第一（彩都）ポンプ場（茨木市）
  - 北部第二（佐保）ポンプ場（茨木市）
  - 北部第三（泉原）ポンプ場（茨木市）
  - 北部第四（野間口）加圧ポンプ場（豊能町）
  - 四條畷ポンプ場（四條畷市）
  - 枚岡ポンプ場（東大阪市）
  - 藤井寺ポンプ場（藤井寺市）
  - 美陵ポンプ場（藤井寺市）
  - 狭山ポンプ場（大阪狭山市）
  - 富田林ポンプ場（富田林市）
  - 河南加圧ポンプ場（河南町）
  - 泉佐野ポンプ場（泉佐野市）
  - 松原ポンプ場（松原市）

水道事業
- 岸和田水道事業
  - 浄水場・配水場
    - 流木浄水場
    - 今木配水場
    - 流木配水場
    - 赤山配水場
    - 光明配水場
    - 葛城配水場
    - 内畑配水場
    - 神於配水場
    - 白原配水場
    - 下大沢配水場
    - 上大沢配水場
    - 牛滝配水場
    - 塔原配水場
    - 神於山北配水場

  - 中継ポンプ場
    - 山直ポンプ場
    - 相川ポンプ場
- 八尾水道事業
  - 受水場・配水場
    - 高安受水場
    - 龍華配水場

  - 中継ポンプ場
    - 神立加圧ポンプ場

  - 配水池
    - 南部低区配水池
    - 北部低区配水池
    - 高区配水池
    - 神立配水池
- 富田林水道事業
  - 浄水場・受水場
    - 日野浄水場
    - 五軒家受水場
    - 須賀受水場

  - 中継ポンプ場
    - 金剛加圧ポンプ場
    - 錦織加圧ポンプ場
    - 須賀ポンプ場
    - 甘南備第１加圧ポンプ場
    - 富美ケ丘加圧ポンプ場
    - 別井加圧ポンプ場
    - 嬉加圧ポンプ場
    - 龍泉ポンプ場
    - 公園ポンプ場
    - 山中田ポンプ場

  - 配水池
    - 低区配水池
    - 金剛配水池
    - 東部配水池
    - 彼方配水池
    - 喜志配水池
    - 獄山配水池
    - 獄山第２配水池
    - 北部配水池
    - 金剛東配水池
    - 金剛東高地区配水池
    - 錦織配水池
    - 公園展望配水池
    - 山中田配水池
    - 伏山配水池
- 柏原水道事業
  - 浄水場・受水場
    - 玉手浄水場
    - 円明受水場
    - 今町受水場

  - 中継ポンプ場
    - 田辺ポンプ場
    - 東春日台ポンプ場
    - 鉄工団地ポンプ場
    - 平野ポンプ場
    - 太平寺ポンプ場（休止）
    - 雁多尾畑第２ポンプ場
    - 雁多尾畑第３ポンプ場
    - 高井田高区ポンプ場
    - 高井田ポンプ場

  - 配水池
    - 円明第１配水池
    - 円明第２配水池
    - 国分配水池
    - 田辺配水池
    - 鉄工団地配水池
    - 安堂配水池
    - 新安堂配水池
    - 平野配水池
    - 太平寺配水池（休止）
    - 雁多尾畑配水池
    - 高井田高区配水池
    - 青谷配水池
    - 玉手山配水池
    - 高井田配水池（休止）
- 高石水道事業
  - 配水場
    - 高石配水場
- 藤井寺水道事業
  - 浄水場・配水場
    - 道明寺浄水場
    - 船橋浄水場
    - 野中配水場Ⅰ
    - 野中配水場Ⅱ
- 泉南水道事業
  - 配水場
    - 中央配水場
    - 六尾配水場

  - 中継ポンプ場
    - 童子畑送水ポンプ場
    - 葛畑送水ポンプ場
    - 砂川台加圧ポンプ場

  - 受水池・配水池
    - 六尾高区配水池
    - 六尾低区配水池
    - 新家受水池
    - 新家配水池
    - 童子畑配水池
    - 葛畑配水池
- 四條畷水道事業
  - 中継ポンプ場
    - 美田送水ポンプ設備
    - 岡部ポンプ場
    - 中央ポンプ場
    - 第1中継ポンプ場
    - 第2中継ポンプ場

  - 配水池
    - 岡山低区配水池
    - 中区配水池
    - 逢阪配水池
    - 逢阪高区配水池
    - 田原低区配水池
    - 田原中区配水池
    - 田原高区配水池
    - さつきヶ丘配水池
- 大阪狭山水道事業
  - 中継ポンプ場
    - 広域水道受水ポンプ場

  - 受水池・配水池
    - 受水池兼低区配水池
    - ニュータウン配水池
    - 大野中区配水池
    - 大野高区配水池
- 阪南水道事業
  - 受水場
    - 自然田受水場
    - 石田受水場
    - 貝掛受水場
    - 箱作受水場
    - 箱の浦受水場

  - 受水池・配水池
    - 東部中区受水池
    - 東部中区配水池
    - 山中配水池
    - 緑ヶ丘受水池
    - 緑ヶ丘配水池
    - 石田配水池
    - さつき台受水池
    - さつき台配水池
    - 桑畑受水池
    - 桑畑配水池
    - 光陽台受水池
    - 光陽台第１配水池
    - 光陽台第２配水池
    - 鳥取配水池
    - 箱作低区配水池
    - 箱作中区配水池
    - 箱作高区配水池
    - 西部第２低区配水池
    - 西部高区配水池
- 豊能地域水道事業
  - 受水場・浄水場
    - 豊能町受水場
    - 妙見山浄水場
    - 野間中受水場
    - 天王浄水場
    - 歌垣浄水場（休止中）

  - 中継ポンプ場
    - 吉川加圧ポンプ場
    - 新光風台加圧ポンプ場
    - 木代加圧ポンプ場
    - 切畑加圧ポンプ場
    - 高山第１加圧ポンプ場
    - 高山第２加圧ポンプ場
    - 牧・寺田加圧ポンプ場
    - 地黄加圧ポンプ場
    - 田尻加圧ポンプ場
    - 東山辺加圧ポンプ場
    - 岐尼加圧ポンプ場
    - 上宿野加圧ポンプ場
    - 倉垣加圧ポンプ場

  - 受水池・配水池
    - 光風台配水池
    - 吉川配水池
    - 東ときわ台高区配水池
    - 東ときわ台最高区配水池
    - 新光風台低区配水池
    - 新光風台高区配水池
    - 東部受水池
    - 希望ヶ丘低区配水池（休止中）
    - 希望ヶ丘高区配水池（休止中）
    - 木代低区配水池（休止中）
    - 木代高区配水池
    - 高山配水池
    - 切畑高区配水池
    - 牧配水池
    - 寺田配水池
    - 川尻低区配水池
    - 川尻高区配水池
    - 天王配水池
    - 神山配水池
    - 東山辺配水池
    - 上宿野配水池
    - 田尻配水池
    - 平通配水池
    - 和田配水池
    - 杉原配水池
    - 地黄配水池
    - 野間中減圧配水池
    - 野間大原配水池
    - 妙見山配水池
- 忠岡水道事業
  - 配水場
    - 北出第１配水場
    - 北出第２配水場
- 熊取水道事業
  - 受水場・配水場
    - 希望が丘受水・配水場
    - 紺屋受水場（休止中）

  - 配水池
    - 野田配水池
    - つばさが丘北配水池
    - つばさが丘西配水池
- 田尻水道事業
  - 浄水場
    - 田尻浄水場
- 岬水道事業
  - 受水場・浄水場
    - 淡輪受水場
    - 孝子浄水場

  - 中継ポンプ場
    - 東畑ポンプ場
    - 横手ポンプ場

  - 配水池
    - 淡輪高区配水池
    - 深日配水池
    - 日証配水池
    - 寺山配水池
    - 東配水池
    - 岬配水池
    - 池谷配水池
    - 望海坂配水池
    - 東畑配水池
- 太子水道事業
  - 浄水場
    - 板屋橋浄水場
    - 梅川浄水場（休止中）

  - 中継ポンプ場
    - 山田加圧ポンプ場
    - 畑加圧ポンプ場

  - 配水池
    - 磯長台配水池
    - 中央配水池
    - 山田配水池
    - 畑配水池
    - 聖和台配水池
    - いわき台配水池
- 河南水道事業
  - 浄水場
    - 青崩浄水場

  - 中継ポンプ場
    - 白木送水ポンプ場
    - 北加納加圧ポンプ場
    - 平石加圧ポンプ場
    - 持尾加圧ポンプ場
    - 上河内加圧ポンプ場
    - 芹生谷加圧ポンプ場

  - 配水池
    - 大宝低区配水池
    - 大宝高区配水池
    - さくら坂低区配水池
    - さくら坂高区配水池
    - 平石配水池
    - 持尾配水池
    - 上河内配水池
    - 馬谷配水池
- 千早赤阪水道事業
  - 浄水場
    - 千早浄水場
    - 岩井谷浄水場

  - 中継ポンプ場
    - 中津原加圧ポンプ所

  - 受水場・配水池
    - 川野辺受水場
    - 上東阪配水池
    - 下東阪配水池
    - 二河原辺低区配水池
    - 二河原辺高区配水池
    - 小吹台低区配水池
    - 小吹台高区配水池
    - 水分低区配水池
    - 水分高区配水池

工業用水道事業
- 取水場
  - 一津屋取水場（摂津市）
- 浄水場
  - 大庭浄水場（守口市） - 施設能力 470,000m3/日
- 中継ポンプ場
  - 八尾ポンプ場（八尾市）
  - 枚岡加圧ポンプ場（東大阪市）
  - 東除ポンプ場（大阪市）
  - 泉大津ポンプ場（泉大津市）

## 議会
構成団体（大阪市を除く大阪府内の42市町村）の議会の議員から選ばれた議員で構成される独自の議会が設置されており、議員定数は33名。

## 広報活動
利き水会
水道水のおいしさや安全性を再認識してもらうことを目的とし、受水市町村が実施するイベントなどにおいて実際に水道水とミネラルウォーターとの飲み比べを行う「利き水会」を、2019年（令和元年）度まで市町村と共同で実施していた。
出かける浄水場
企業団（初期は大阪府水道部）職員による、大阪府内の小学４年生を対象にした出前授業であり、「安全でおいしい水づくり」や「水の大切さ」について学んでもらうことを目的とし、2009年（平成21年）度から実施している。内容は、DVD視聴や水道に関するクイズを交えた講義、水づくりに関する実験（凝集実験、砂ろ過実験、粒状活性炭処理実験）などで構成されており、2024年（令和6年）度には25校で実施した。
マスコットキャラクター
- みずまる

府・市町村共同水道キャンペーンのロゴマークとして「めっちゃおいしいやん!おおさかの水」のキャッチフレーズとともに使用された。デザインと愛称は一般に公募して決定したものであり、現在も水道水のPR用として使用されている。
- Suiちゃん、Tekiくん

大阪府水道部時代のマスコットキャラクターで、水滴の形をした女の子と男の子。イベント用の着ぐるみも製作されたが、現在はほとんど使用されていない。